# Embryonale as
De embryonale as is een cilindervormige structuur in een zaad. Bij de kieming ontstaan uit de embryonale as het pluimpje, de hypocotyl en de kiemwortel. Samen met de zaadlobben (waaruit de eerste blaadjes ontstaan) vormt de embryonale as het embryo van de plant. In de embryonale as kan een deel van het zetmeel zijn opgeslagen dat als reservevoedsel voor de kieming gebruikt wordt. Ook kan er activiteit van amylase plaatsvinden.